# Frederi Feliz
Frederi Leonidas Feliz Reyes (Barahona, República Dominicana, 7 de mayo del 2000) es un futbolista profesional de la República Dominicana, se desempeña en el terreno de juego como delantero extremo y su actual equipo son los Delfines del Este FC de la Liga Dominicana de Fútbol.

## Trayectoria
| Club                      | País                 | Año           |
| ------------------------- | -------------------- | ------------- |
| Centro Deportivo Vallecas | España               | 2010 - 2014   |
| Real Madrid C             | España               | 2015 - 2016   |
| Delfines del Este FC      | República Dominicana | 2016 - 2017   |
| Club Atlético de Pinto    | España               | 2017 - 2019   |
| Delfines del Este FC      | República Dominicana | 2019-presente |